# Udo Hintzen
Udo Hintzen ist ein deutscher Rechtspfleger.
Hintzen lehrt seit 2002 als Professor an der HWR Berlin Zivilprozessrecht mit Schwerpunkt Zwangsvollstreckungsrecht, Zwangsversteigerungs- und Zwangsverwaltungsrecht sowie Insolvenzrecht.
Zudem hat er Veröffentlichungen u. a. zu seinem Fachgebiet verfasst.
Er ist Mitherausgeber und Redakteur der Fachzeitschrift Der Deutsche Rechtspfleger.